# Sinsat
Sinsat är en kommun i departementet Ariège i regionen Occitanien i södra Frankrike. Kommunen ligger  i kantonen Les Cabannes som ligger i arrondissementet Foix. År 2018 hade Sinsat 105 invånare.

## Befolkningsutveckling
Antalet invånare i kommunen Sinsat
Referens: INSEE